# 第一次克恩斯鎮之役

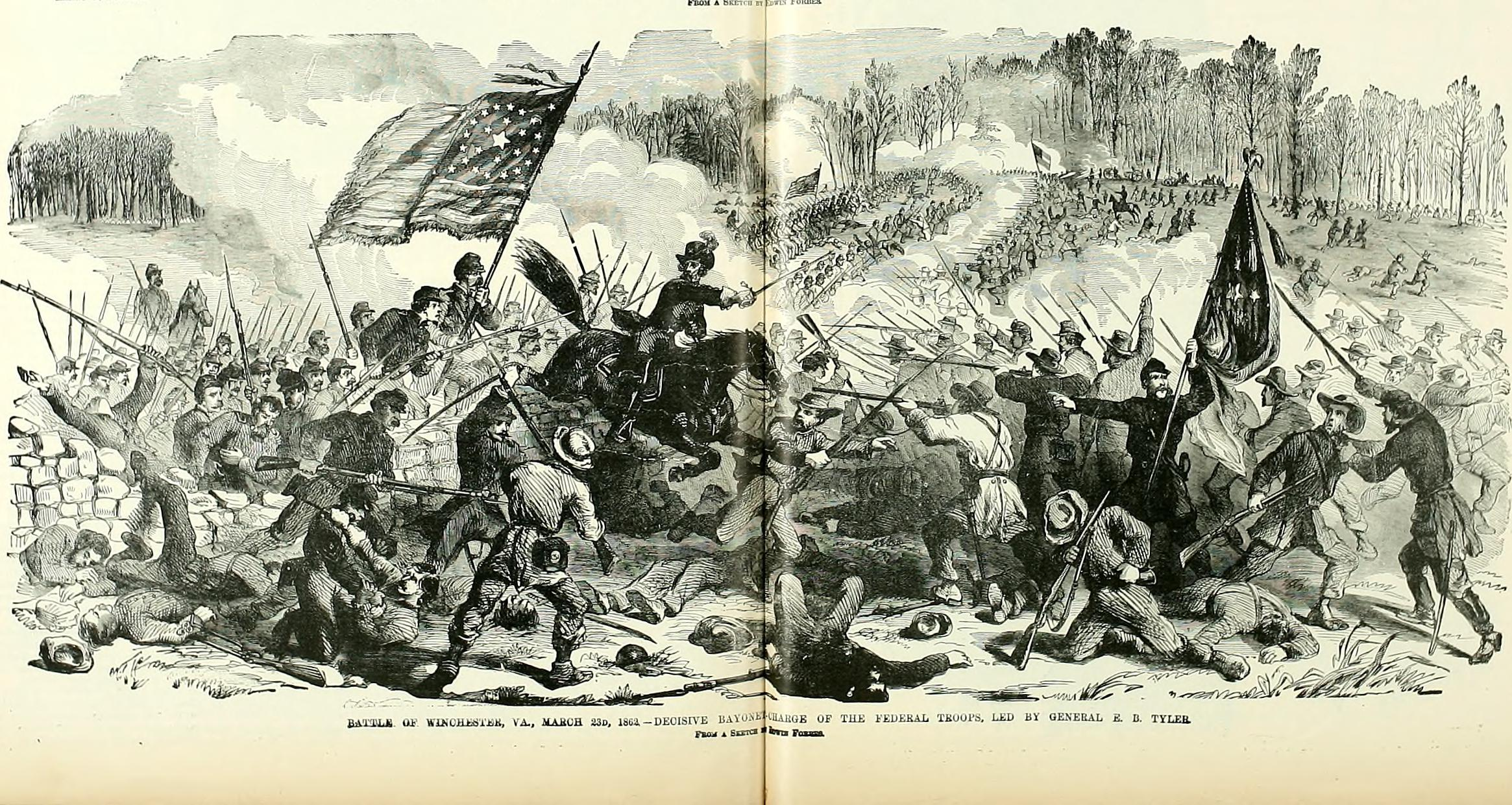
第一次克恩斯鎮之役

第一次克恩斯鎮之役（英語：First Battle of Kernstown）是美国内战中，於1862年3月23日發生在維吉尼亞的弗雷德里克县，是河谷會戰中的第一場戰役。

## 戰事
石牆傑克森為了威脅華盛頓特區而嘗試攻擊馬里蘭州，但在漢考克之役中石牆旅的砲轟未能打退防守的北軍而撤離馬里蘭州，進入雪倫多亞河谷。更多的北軍就得意忘形的追趕「撤到雪倫多亞河谷的南軍」。
北軍的軍力很快就分散在雪倫多亞河谷的各部分，石牆傑克森遂決定把其中數個軍團擊潰，打擊敵軍的士氣。
到了3月22日，北軍軍官約翰率9,000人在克恩斯鎮（Kernstown）守候，對抗石牆傑克森的3,400人。
石牆傑克森事先派由透納·艾許貝率領的騎兵偵察和攻擊敵陣，艾許貝後來說敵軍的總數應只有3,000，石牆傑克森就有信心地向克恩斯鎮推進。
3月23日下午1時正，石牆傑克森到達克恩斯鎮，發現艾許貝的騎兵快要被擊潰，就派一個旅援助艾許貝，而其餘兩個旅就經Sandy Ridge去包圍敵軍，但寡不敵眾，南軍被打退。

## 戰事結束
北軍傷亡人數為590；南軍則有718人。
雖然北軍得勝，但林肯還是要派更多人進入雪倫多亞河谷，包括了麥克萊倫的波多馬各軍團。麥克萊倫得知所向無敵的石牆傑克森被打敗後，就宣稱自己一定可以一路攻去里奇蒙，結束戰事。

## 其他
兩年後，第二次克恩斯鎮之役爆發，但這是1864年河谷會戰的一場戰役。